# Élections législatives grecques de 1961
Les élections législatives grecques du 29 octobre 1961 donnent une majorité absolue stable, 176 sièges à l'Union nationale radicale. Les élections législatives d'octobre sont des élections anticipées faisant suite à la démission du gouvernement conservateur dirigé par Constantin Karamanlis et organisées par le gouvernement intérimaire de Konstantínos Dóvas.
Ces élections qui voient la victoire du parti conservateur au pouvoir sans interruption depuis 1952 furent entachées d'accusation de fraude et corruption à grande échelle. La fraude concernait de fausses inscriptions sur les listes électorales et des doubles votes. Le gouvernement conservateur, craignant la victoire de l'opposition de gauche, mit secrètement en oeuvre le « plan Périclès » dans le but de truquer le résultat des élections. La phrase de Georges Papandréou selon laquelle « même les arbres ont voté » lors de ces élections est devenue proverbiale.
Des incidents violents ont eu lieu pendant la campagne électorale contre des partisans de la coalition de gauche Front Rural Démocratique (Πανδημοκρατικό Αγροτικό Μέτωπο ou PAME, acronyme signifiant En Avant) composée de l'Union de la Gauche Démocratique (Ενιαία Δημοκρατική Αριστερά, EDA) et du Parti National Agricole (Εθνικόν Αγροτικόν Κόμμα, EAK). Leurs réunions publiques sont perturbées par les forces de l'ordre. Le matériel électoral de la coalition était fréquemment confisqué par la Police et nombre de ses rassemblements furent empêchés soit par l'intervention de l'armée et de la police, soit par la création d'incidents par des agents exécutant les ordres de ces derniers. En campagne, les citoyens sont explicitement découragés par leurs entreprises ou les forces de l'ordre de voter pour l'opposition de gauche et même de se rendre à leurs réunions publiques. La gauche démocratique n'est pas le seul parti ciblé : au cours de la campagne électorale, des irrégularités commises par les organes de l'État contre l'Union du Centre (Ένωσις Κέντρου, EK) de Papandréou, parti libéral-démocrate, sont aussi attestées.
Le Parti de Karamanlis obtenant la majorité des sièges au Parlement, il est nommé Premier Ministre et assermenté par le Roi Paul Ier le 1er novembre suivant. Mais la contestation des résultats ne faiblit pas et Papandréou déclare la « lutte inébranlable » (« Ανένδοτος Αγώνας ») contre la dérive autoritaire des Conservateurs et du Palais.

## Contexte
Depuis la fin de la guerre civile de 1946-49 entre les Communistes et les Royalistes soutenus par la Grande-Bretagne et les États-Unis d'Amérique qui a vu la victoire de ces derniers, la vie politique en Grèce est extrêmement polarisée. La gauche est marginalisée du jeu politique, les Communistes interdits et l'Union de la Gauche Démocratique régulièrement prise pour cible par les forces de l'ordre.
Aux élections législatives de 1958, pour la première fois depuis 1952, l'EDA obtient 79 sièges sur 300 et devient ainsi le premier parti d'opposition au Parlement, loin derrière les Libéraux menés par Sophocle Venizélos et Georgios Papandréou qui ne recueillent que 36 sièges. Si le gouvernement de Karamanlis fut reconduit au terme du scrutin de 1958 avec 171 sièges, les Conservateurs et le Palais s'alarment de la montée en puissance de la gauche et de l'influence des Communistes. Ils craignent un coup de force communiste.
Le gouvernement Karamanlis poursuit la politique d'attractivité des capitaux étrangers dans le cadre du Plan de Modernisation 1960-1964. Des entreprises américains comme Pirelli, Philips Morris et Dow Chemical viennent s'installer dans le pays profitant d'une fiscalité avantageuse et d'une main d'oeuvre à bas coût. Un accord de libre-échange est signé avec la Communauté Économique Européenne le 9 juillet 1961. L'accord était accompagné d'un certain nombre de protocoles visant à moderniser l'économie grecque qui reposait encore essentiellement sur le secteur primaire en l'ouvrant aux entreprises ouest-européennes. Dans le même temps, une aide financière a été fournie dans le but d’accélérer la croissance économique. L'accord fut dénoncé par l'EDA mais soutenu par les Libéraux.
Le 20 septembre 1961, sous pression de l'opposition, Constantin Karamanlis remet la démission de son gouvernement au Roi Paul et propose la nomination du général Thrasyvoulos Tsakalotos, ancien chef de l'État-Major des Armées, comme Premier Ministre intérimaire en attendant la tenue d'élections anticipées. Paul passe outre et nomme à la place un de ses hommes de confiance, Konstantínos Dóvas, une manoeuvre par la suite décriée par Karamanlis qui reprochait au Palais sa trop grande ingérence dans les affaires politiques : « L'élection de Dovas était malheureuse pour bien des raisons, mais surtout parce que celui-ci était un fonctionnaire du palais. »

## Campagne électorale
La campagne se déroule dans un climat de violence politique organisée par l'État contre les deux partis d'opposition, la coalition de gauche PAME (« En Avant » en grec) et les Libéraux de l'Union du Centre.
Le 16 septembre, l'EDA rend public une copie d'un « Plan de conduite électorale » qui avait été préparé par le Gouvernement royal et prévoyait toute une série de mesures visant à exercer la violence psychologique et physique. Le gouvernement Karamanlis, qui s'apprêtait à démissionner quatre jours plus tard, nia en bloc, arguant que « la révélation d'un texte d'origine prétendument gouvernementale suit les tactiques familières du communisme, de la tromperie et de la mise en scène ». Par la suite, Karamanlis nie avoir quelconque lien avec ce Plan de conduite électorale et chercha à s'en distancer, assumant son authenticité du bout des lèvres : « Le texte cité par l'EDA, s'il n'est pas un faux, sera certainement l'œuvre d'une personne irresponsable, avec laquelle la politique du gouvernement n'a rien à voir. »

Karamanlis nia avoir été au courant du Plan de conduite. Plus tard, au cours de son exil à Paris en 1969, il déclarera ne pas avoir été mis au courant de l'exécution d'un tel plan. 
« Après les élections de 1958, qui avaient amené l'EDA comme deuxième parti, une inquiétude raisonnable était apparue au Palais et dans certains cercles militaires. Et l’idée avait été lancée, en vue de nouvelles élections, d’exercer une pression psychologique sur les communistes afin d’affaiblir leur force. Ces plans insensés ont été élaborés par les services secrets à l'insu de mon gouvernement. J'ignore si, à mon insu, soit le gouvernement, par ordre du roi, soit l'armée, ont pris des mesures pour freiner les forces du communisme. »
Le Roi Constantin II affirmera en revanche dans ses Mémoires le contraire : le plan avait bel et bien été coordonné par Karamanlis pour assurer la victoire de son parti.
L'Union Nationale Radicale des Conservateurs disposa en tout cas du soutien des fonctionnaires, des militaires et d'une loi électorale reposant sur un rescensement incomplet : la CIA souligne dans un mémorandum du 5 octobre 1961 l'état parcellaire de la loi électorale : « Du côté positif pour le gouvernement, la loi permet au personnel de l'armée et de la fonction publique de voter là où ils sont stationnés, et ces deux organisations devraient apporter un soutien écrasant à l'Union Nationale Radicale. La loi prévoit également l'utilisation du dernier recensement officiel pour répartir les sièges parlementaires entre les circonscriptions électorales. Comme le recensement de 1961 n'est pas encore officiel, celui de 1951 – et dans certains cas celui de 1940 – sera utilisé. Ces deux recensements sont considérés comme plus favorables à l'ERE que le dernier recensement. »
Le 26 octobre, trois jours avant la tenue du scrutin, Stefanos Veldemiris, un militant de 24 ans est tué par Spyridon Filippou de la gendarmerie à Thessalonique alors qu'il distribuait des tracts pour le candidat de la coalition de gauche. Les conditions exactes du meurtre, comme le fait que le meurtrier soit un gendarme, ne seront révélées qu'après les élections. Le procès de Filippou se tient cinq mois plus tard : condamné à 4 ans de prison dans une ferme rurale, il n'en effectuera en réalité que deux. Le jour du scrutin, le dimanche 29 octobre suivant, un gendarme de 24 ans, Dionysios Kerpiniotis, est retrouvé « mort suicidé » d'une balle dans la tête alors qu'il assurait la surveillance d'un bureau de vote dans le village de Demíri, en Arcadie. Kerpiniotis était membre de l'Union de la Gauche Démocratique.
Face aux violences, Les candidats de l'opposition libérale, de la coalition de gauche et le Gouvernement royal se renvoient la balle en s'accusant mutuellement d'en être responsables. Papandréou déclare le 16 octobre que s'organiser face aux raids de terreur des forces de l'ordre est désormais nécessaire pour la survie de l'opposition. Karamanlis répond vertement en l'accusant d'appeler à la mutinerie contre l'État légitime. « Le devoir des citoyens libres est d'opposer à la violence la légitime défense », lui rétorque en retour le président de l'Union du Centre.

## Système électoral

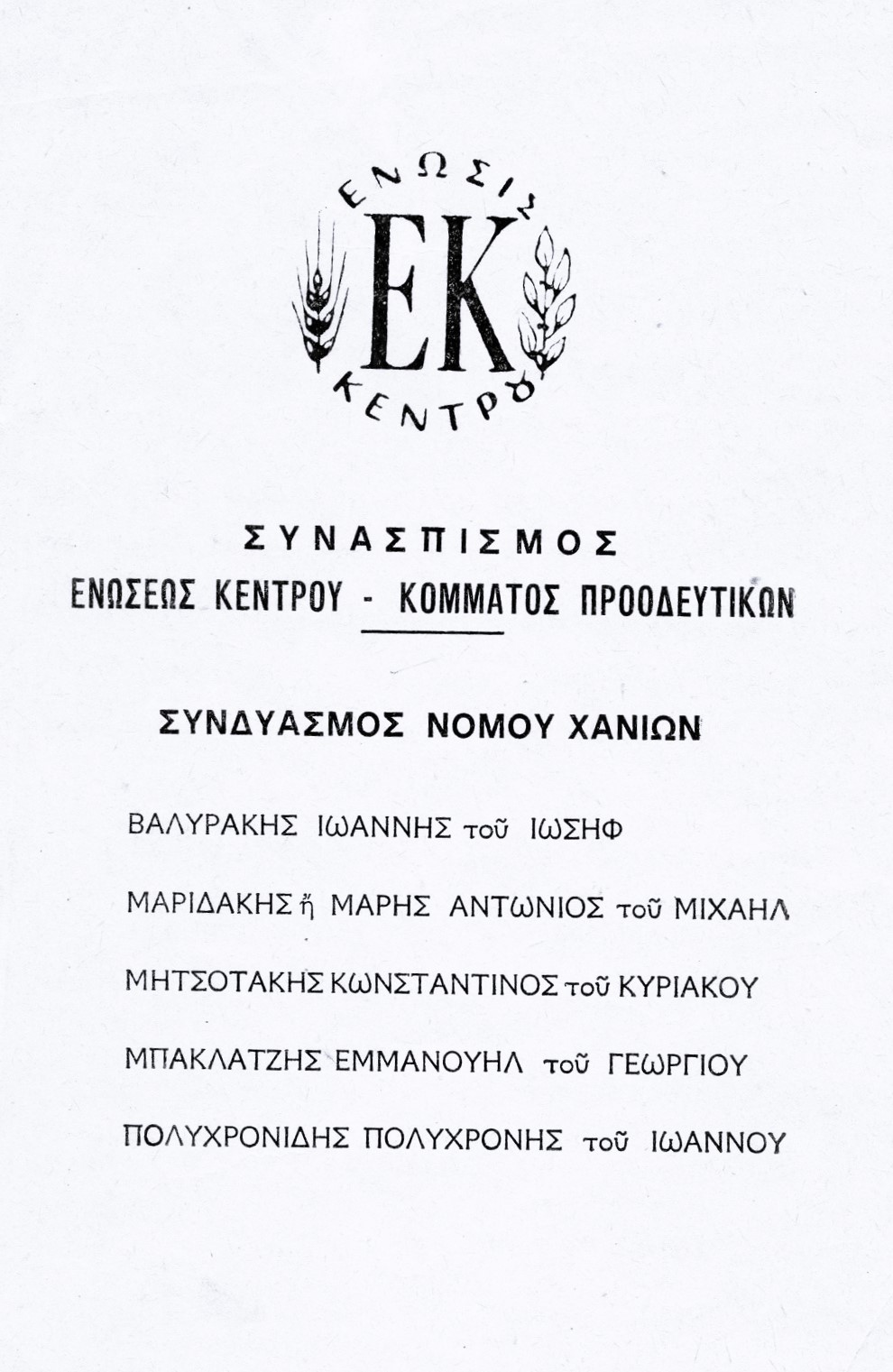
Bulletin de vote pour les Libéraux de l'Union du Centre à La Canée, Crète.

La loi du 27 juin 1961 portant modifications de l'organisation de la loi électorale (loi 104/1961) définit le cadre institutionnel des élections législatives. Le système électoral utilisé pour les élections législatives de 1961 était basé sur scrutin majoritaire, selon lequel seuls les candidats indépendants ayant obtenu au moins 15 % du total des voix seraient élus, ce pourcentage étant porté à 25 % pour une coalition de deux partis et à 30 % pour des coalitions plus importantes. Cette mesure avait été instituée spécialement pour marginaliser et discriminer l'opposition de gauche et favoriser au contraire la droite conservatrice.

## Résultats
L'Union Nationale Radicale de Konstantin Karamanlis obtient 2 347 824 voix, soit 50, 1 % des suffrages exprimés. L'Union du Centre de Georgios Papandréou récolte 1 555 442 voix soit 33, 6 % des suffrages, la coalition de gauche PAME 675 867 voix et 14, 6 % des suffrages sur un corps électoral total de 4 640 512 votants.
Karamanlis exprime immédiatement après la publication des résultats sa satisfaction : « J'ai contribué à ce résultat national à la fois par ma lutte contre le communisme et par l'adoption d'une loi électorale bénéfique à l'opposition nationale, prenant ainsi le risque, pour cette cause, de compromettre la majorité absolue. » L'opposition en revanche dénonce une mascarade d'élections. Papandréou dénonce un résultats issus d'un climat de violence généralisé et accuse les Conservateurs et le Palais d'un coup d'État : « Si les élections du 29 octobre était accepté sans protestation, la démocratie cesserait d'exister dans son berceau antique » L'Union du Centre publie un communiqué le 14 novembre suivant appelant à la lutte et la résistance contre les résultats falsifiés : « Le groupe parlementaire de l'Union du Centre déclare qu'il ne reconnaît pas l'Union National Radicale comme le gouvernement légitime du pays et promet au peuple grec que, possédé par la pleine conscience de ses responsabilités historiques, il maintiendra une unité inébranlable et s'engagera dans une lutte inébranlable pour défendre et restaurer la démocratie. » Karamanlis, en réaction, se dit « pas surpris » par la contestation de Papandréou et l'accuse de révéler son vrai visage antidémocratique : « Cela discrédite ainsi le pays et permet à l'EDA de montrer son inclination naturelle à la violence. »

## Suites
La nouvelle législature commence à siéger le janvier 1962.